# Jeżów (powiat piotrkowski)

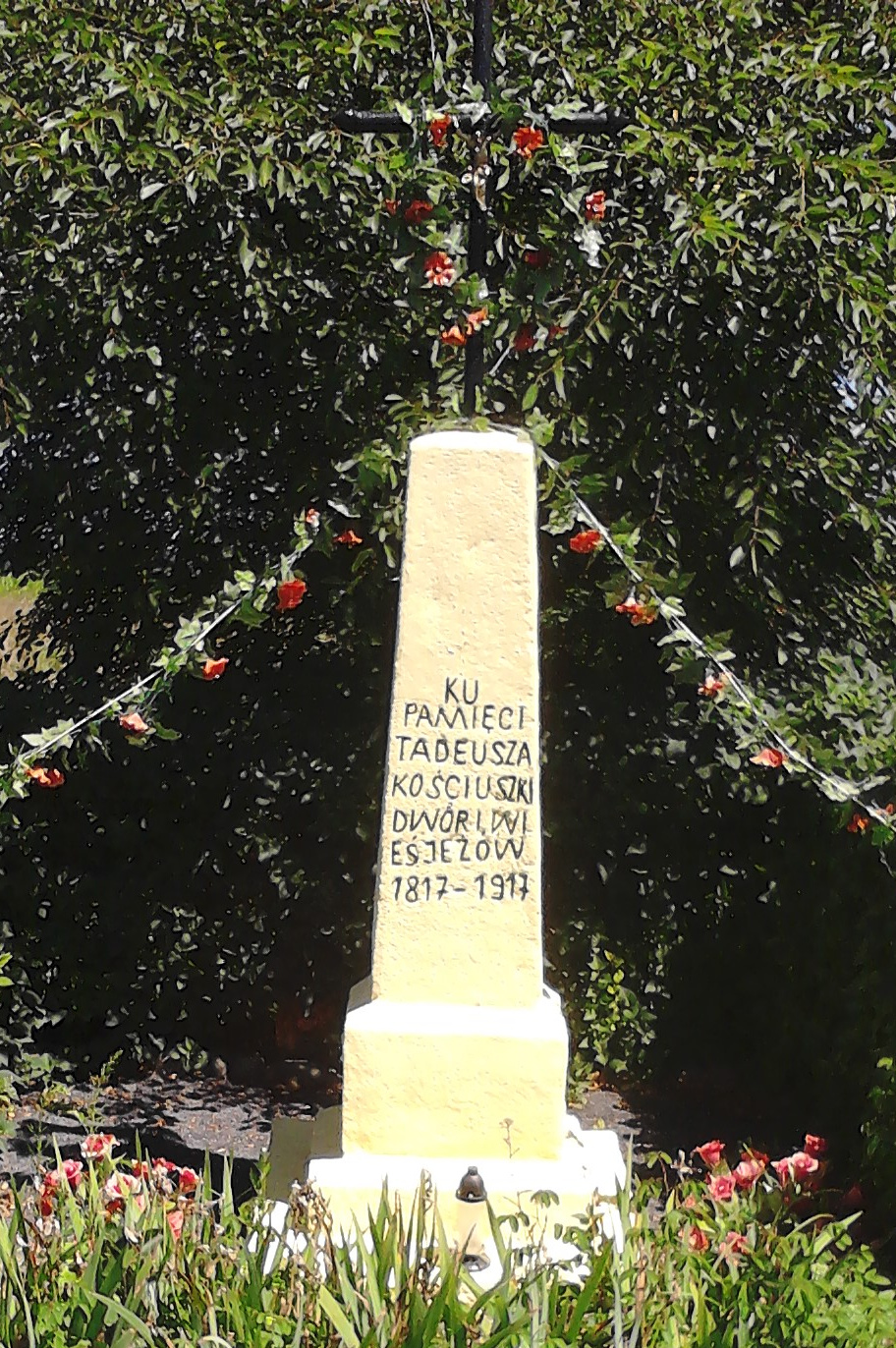
Pomnik upamiętniający 100. rocznicę śmierci Tadeusza Kościuszki.

Jeżów – wieś w Polsce położona w województwie łódzkim, w powiecie piotrkowskim, w gminie Wola Krzysztoporska.
W latach 1975–1998 miejscowość należała administracyjnie do województwa piotrkowskiego.

## Zabytki
Według rejestru zabytków Narodowego Instytutu Dziedzictwa na listę zabytków wpisane są obiekty:
- park dworski, koniec XIX w., nr rej.: 302 z 31.08.1983 i z 4.11.1993
- stajnia (ruina?), spichlerz, nr rej.: 567-IX-76 z 22.03.1952 (nie istnieje?)

## Przyroda
W Jeżowie, poza parkiem, przy głównej drodze, rośnie najgrubszy w województwie łódzkim wiąz szypułkowy, okaz o obwodzie 738 cm i wysokości 17 m (w 2013).